# Charles Mordaunt
Charles Mordaunt, tercer Conde of Peterborough (1658-25 de octubre de 1735) fue un político y militar inglés.

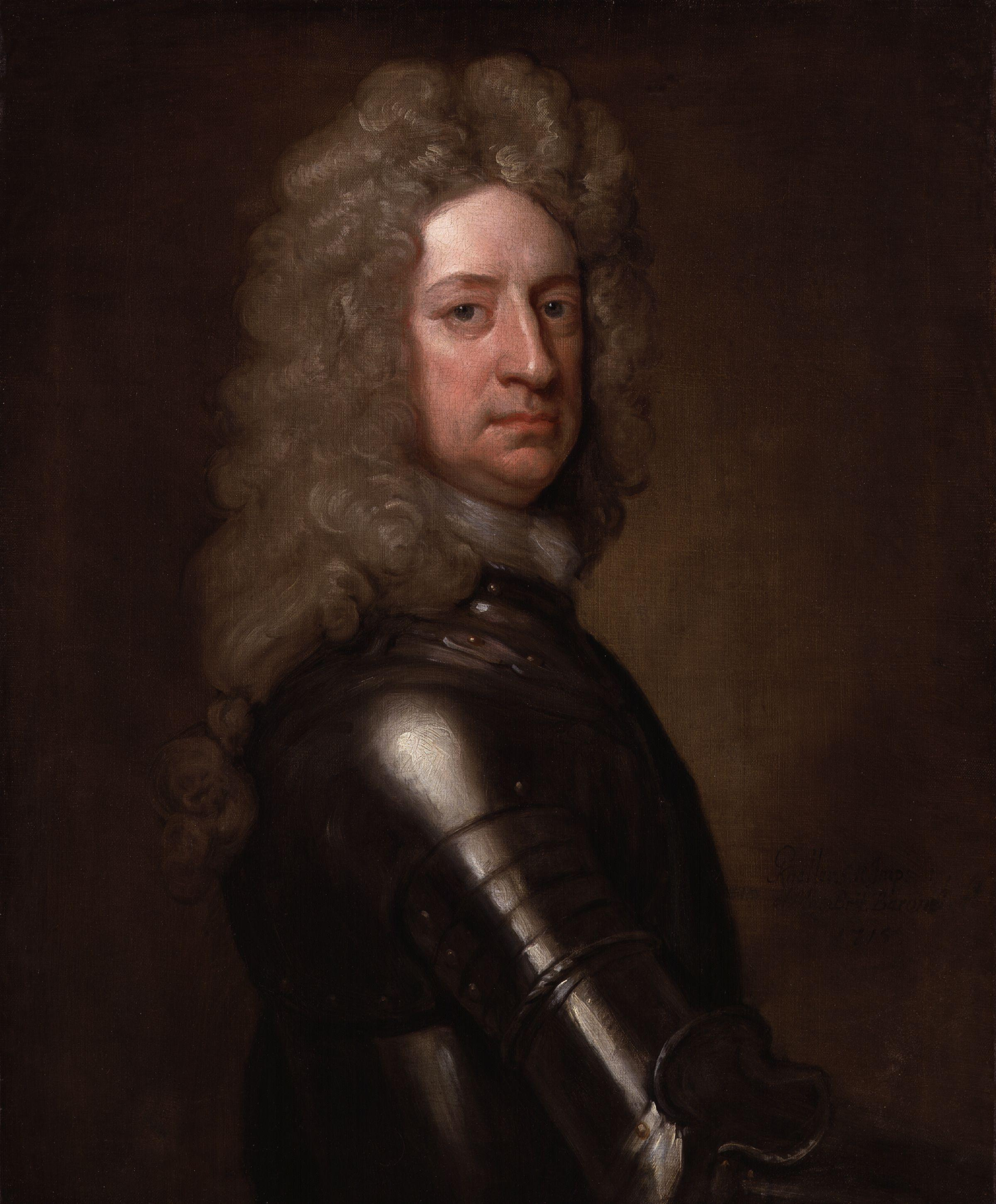
Charles Mordaunt.

Cuando el pretendiente a la Corona inglesa Jacobo II se convirtió en rey, buscó la ayuda de Guillermo de Orange para invadir Inglaterra, razón para la cual fue encarcelado durante unos meses en la torre de Londres por conspiración.

## Guerra de Sucesión Española
Designado durante el reinado de Ana de Gran Bretaña, comandante en jefe del ejército durante la Guerra de Sucesión Española, llegó a Lisboa el 20 de junio de 1705, donde se embarcó para Barcelona, que fue conquistada el 14 de octubre. El 24 de enero de 1706 entró triunfalmente en Valencia, debilitando sin embargo la defensa de Barcelona, sitiada por René de Froulay de Tessé y que caería si no fuera por la llegada de la flota de John Leake en respuesta a la solicitud del archiduque Carlos de Austria, contrariamente a lo que había ordenado el Earl de Peterborough. 
Reclamado en Inglaterra en 1707, Earl Peterborough tuvo que responder a cargos de incompetencia y de abuso de su autoridad, con lo que comenzó el declive de su carrera que culminó con el ascenso al trono de Jorge I. No obstante, le fue concedida la Orden de la Jarretera.